# نيك يونغ
نيك يونغ (بالإنجليزية: Nick Young)‏ مواليد 1 يونيو 1985، هو لاعب كرة سلة أمريكي يلعب مع فريق لوس أنجلوس ليكرز في الرابطة الوطنية لكرة السلة ويحمل الرقم 0. يبلغ طوله 6 قدم 7 بوصة (2.0 م).

## فرق لعب لها
- واشنطن ويزاردز
- لوس أنجلوس كليبرز
- فيلادلفيا سفنتي سيكسرز
- لوس أنجلوس ليكرز
- غولدن ستايت ووريورز

## روابط خارجية
- نيك يونغ على موقع إن بي أي (الإنجليزية)
- نيك يونغ على موقع سبورتس رفرنس (الإنجليزية)
- نيك يونغ على موقع كرة السلة الأوروبية.كوم (الإنجليزية)
- نيك يونغ على موقع إي إس بي إن.كوم (الإنجليزية)
- نيك يونغ على موقع كلية كرة السلة في سبورتس رفرنس.كوم (الإنجليزية)
- نيك يونغ على موقع ريلجم (الإنجليزية)
- نيك يونغ على موقع بروبوليرز (الإنجليزية)